# Chachapoyas (distrikt)
Chachapoyas (spanska: Distrito de Chachapoyas) är ett av 21 distrikt som bildar provinsen Chachapoyas, beläget i departementet Amazonas, i norra delen av Peru. Distriktet gränsar i norr till Huancas och Sonche, i öster till San Francisco de Daguas, i söder till Soloco och Levanto och i öster till distrikten Colcamar, Inguilpata, Lonya Chico och Luya i provinsen Luya.

## Historia
Distriktet tillkom under tiden för vicekungadömet.

## Geografi
Centralort är  Chachapoyas med 39 691 invånare.

### Städer, byar och bosättningar
| - Chachapoyas - Caclic - Vitaliano - El Tapial - Rondon - Pollapampa - Bocanegra - Leticia - El Cruce - Achamaqui - Pucacruz - El Molino | - Villa Paris - Santa Isabel - Osmal - El Atajo - Santa Cruz - Maripata - Membrillo - Taquipampa - Opelel - Taquia - El Franco - Puente Utcubamba | - Hidalgo - San Antonio - Mitopampa - Sacra Huayco - Silva Urco - San Isidro - El Alfalfar - Jupia - Penca Pampa - Lucmauro |